# بناء القلاع

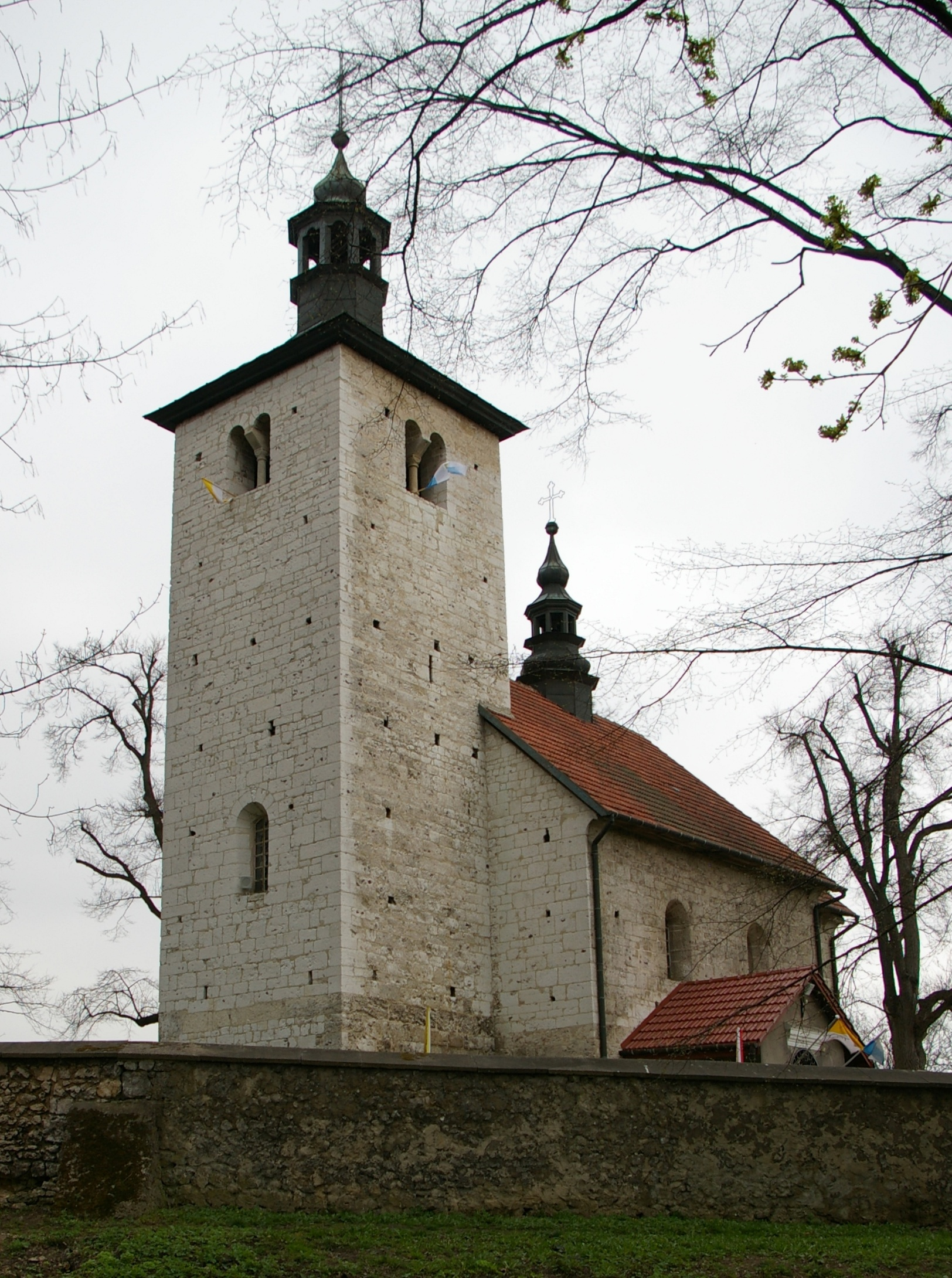

بناء القلاع هي العملية التي شملت انتشار القلاع في جميع ممالك أوروبا الإقطاعية، والتي استخدمها الأسياد المحليون للهيمنة على أرياف إقطاعياتهم وجيرانهم، والتي حكم منها الملوك أطراف ممالكهم المترامية. انتشار القلاع رمزي للعصور الوسطى.